# Stadion 19 Maja w Manisie
Stadion 19 Maja w Manisie (tur. Manisa 19 Mayıs Stadyumu) – stadion piłkarski w Manisie, w Turcji. 

## Charakterystyka
Może pomieścić 17 930 widzów. Swoje spotkania rozgrywała na nim drużyna Akhisar Belediyespor. Obecnie jest to stadion klubu Manisaspor.